# South Pacific (film)
South Pacific è un film del 1958 diretto da Joshua Logan.
È l'adattamento cinematografico dell'omonimo musical.
La colonna sonora con Giorgio Tozzi come Emile De Becque raggiunge la prima posizione nella Official Albums Chart per 70 settimane consecutive e per 31 settimane nella Billboard 200.
Il film è stato il maggior incasso mondiale del 1958.

## Home Video
Nel 2006 la 20th Century Fox ha pubblicato un'edizione rimasterizzata in due DVD.